# Sostea semistriata
Sostea semistriata is een keversoort uit de familie ruighaarkevers (Dryopidae). De wetenschappelijke naam van de soort werd in 1924 gepubliceerd door Maurice Pic.